# Gaetuli
Gaetuli var ett romaniserat namn för en berbisk stam bosatt i Getulia, en region söder om Atlasbergen, ungefär motsvarande Västsahara. Under den romerska perioden uppges Autololes Gaetuli av Plinius den äldre ha etablerat sig söder om den romerska provinsen Mauretania Tingitana, det vill säga söder om Marocko. 